# Université de Corée (métro de Séoul)
Université de Corée (en coréen : 고려대역) est une station de la ligne 6 du métro de Séoul. Elle est située dans l'arrondissement de Seongbuk-gu, à Séoul en Corée du Sud. Elle dessert l'université de Corée.

## Services aux voyageurs

### Desserte

Installations
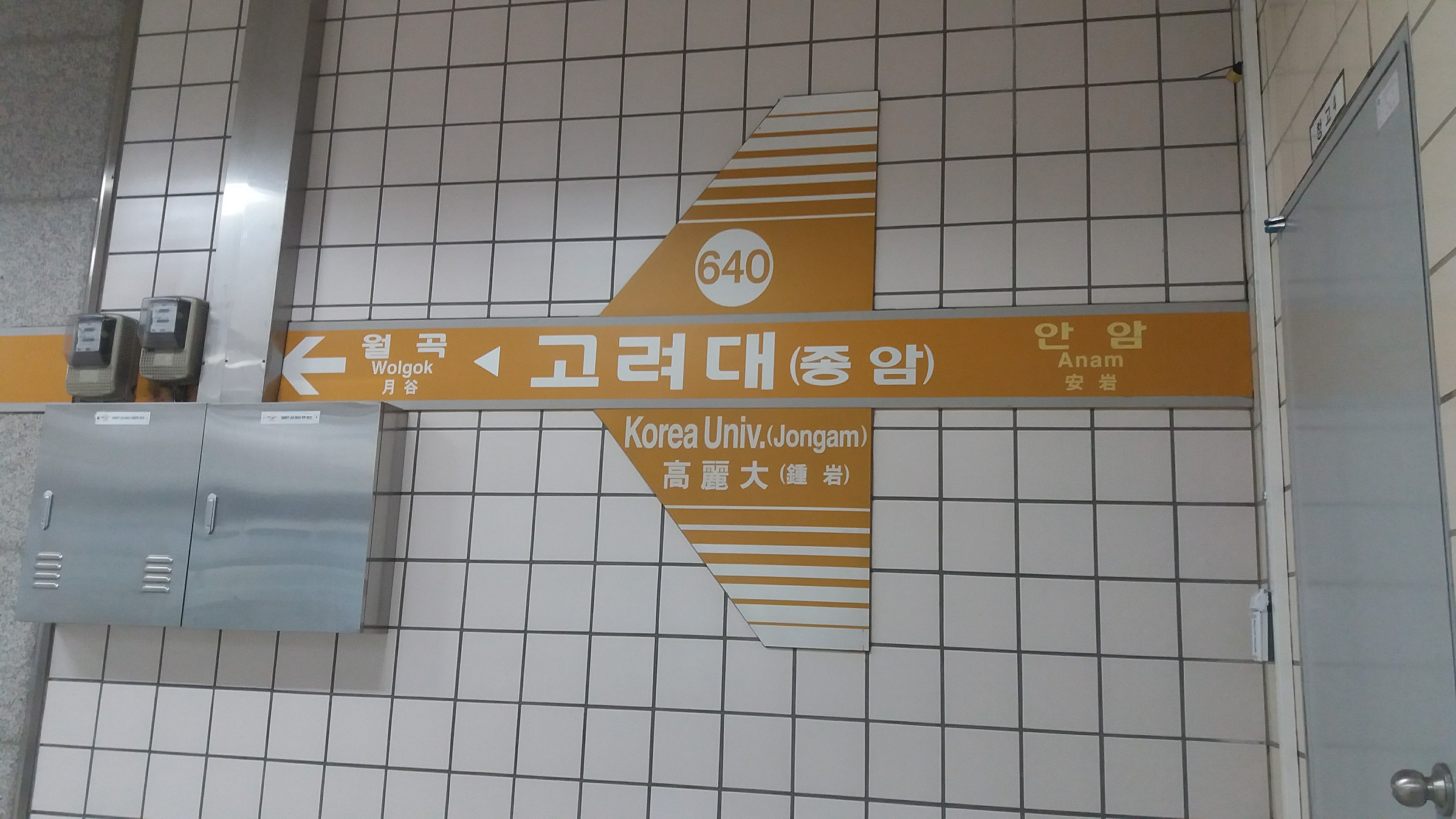
En 2017
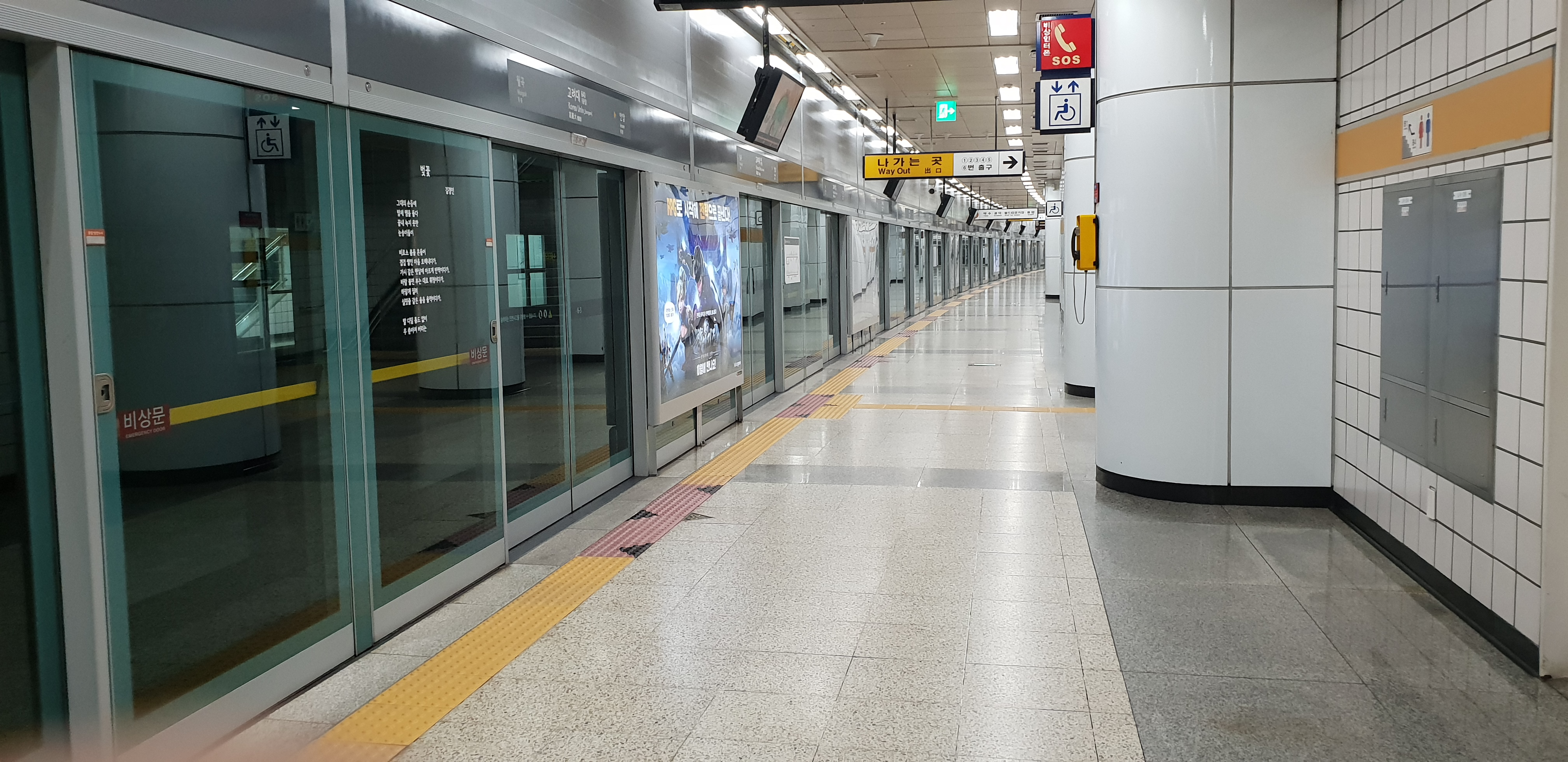
En 2018.
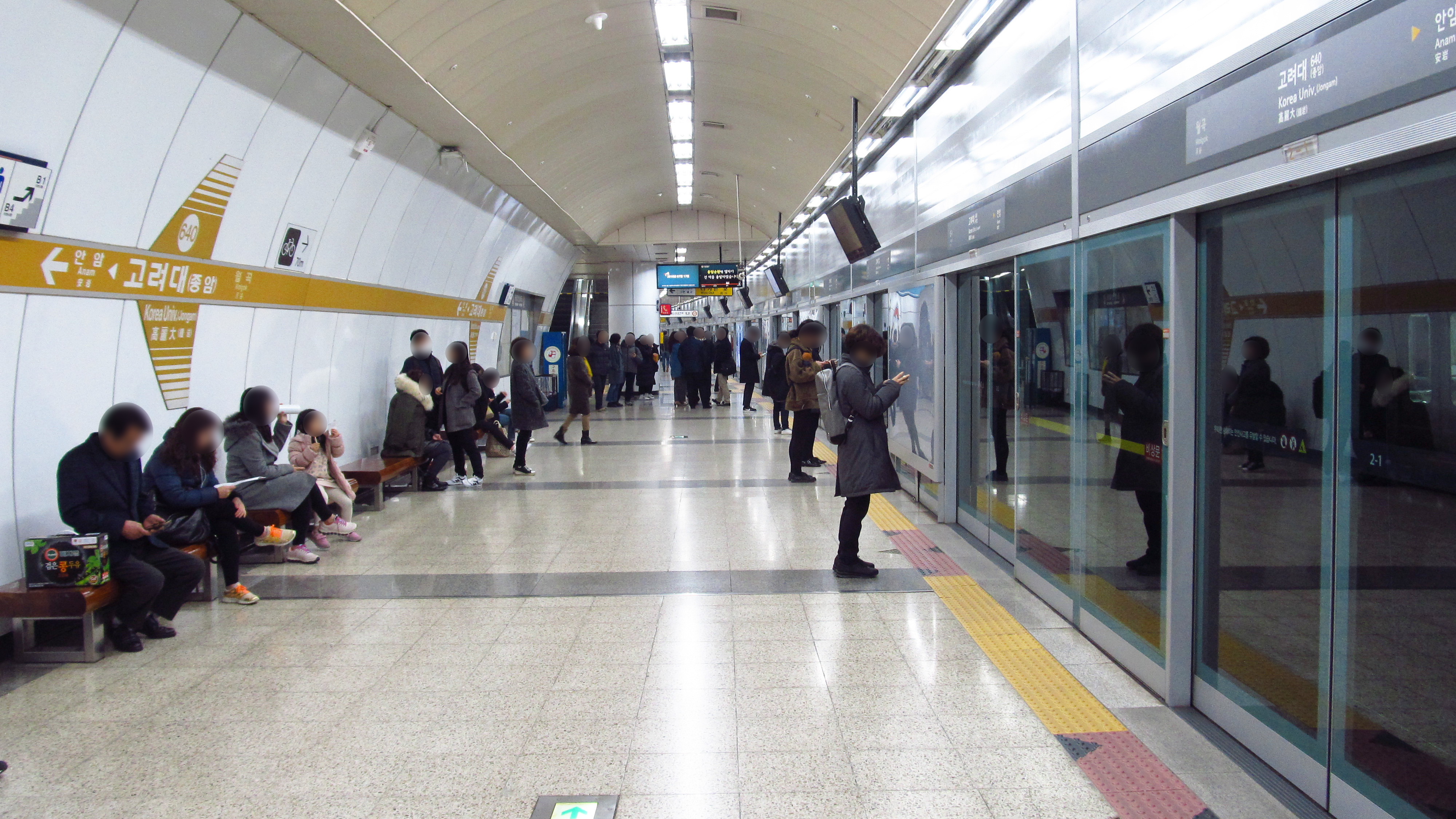
En 2018.